# 臺北市私立立人國際國民中小學

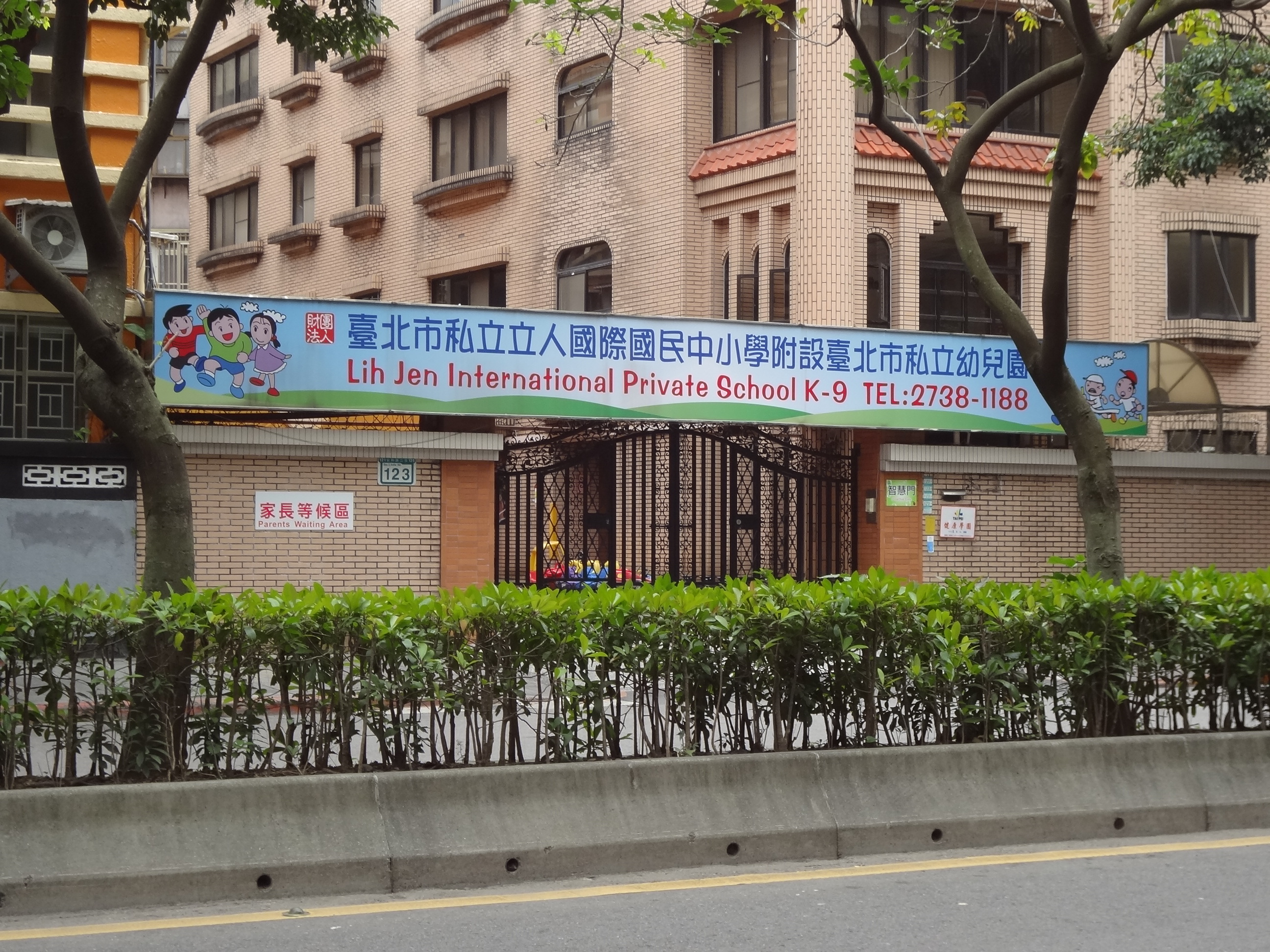
臺北市私立立人國際國民中小學的附設幼兒園

臺北市私立立人國際國民中小學是一所位於臺灣臺北市大安區的私立雙語國際國民中小學，并設有國中部、小學部與幼兒園。為台灣第一所推行外籍教師雙語教學特色課程的學校。此外為美國富蘭克林‧柯維總部認證全球第59所、臺灣第1所「領導力燈塔學校」。

## 歷史沿革

### 演變與發展
- 1957年（民國46年）：由創辦人鄭惠芝女士於北市信義路上創辦「立人幼稚園」，為立人教育體系之始。[3]
- 1965年（民國54年）：搬遷至現今安和路校址，依法申請立案成立「台北市私立立人小學暨附幼」。[4]
- 2002年（民國91年）：首推雙語教學及建構九年一貫之雙語課程，經政府核准更名為「台北市私立立人國際國民中小學暨附幼」。
- 2012年（民國101年）：幼托整合幼稚園改制為幼兒園，將學前教育延申至托兒2～5歲階段，全名為「台北市私立立人國際國民中小學暨附設幼兒園」。
- 2014年（民國103年）：立人中小學獲得美國富蘭克林‧柯維教育機構評比為「領導力燈塔學校」。

### 領導團隊
- 創辦人：鄭惠芝（1911-2020）
- 總校長：孫國燕
- 現任校長：丁柔

## 校訓
讀書要勤、做人要誠、服務要熱心、生活要美。
- 勤：勤勞節儉是美德，努力求學解困憂。勤能補拙事事成，吃苦方為人上人。
- 誠：誠實待人情更濃，力行實踐受歡迎。古今忠誠有範循，真誠做人得天祐。
- 熱：對人熱情有愛心，熱心服務肯認真。熱愛生命多貢獻，上蒼不負博愛人。
- 美：打造人生真善美，藝術情愫多培養。心靈淨化常掛心，美化人生娛終生。